# Мерешков, Ибрагим Яхьяевич
Ибраги́м Яхья́евич Мерешко́в (14 ноября 1973) — российский футболист и тренер. Выступал на позиции вратаря.

## Карьера

### Клубная
Профессиональную карьеру начал в 17 лет, дебютировав за «Кайсар» Кзыл-Орда, выступавший во Второй союзной низшей лиге. В 1999 году был заявлен за назранский «Ангушт», однако участия в матчах не принимал. В 2000 году выступал за казахстанский «Тараз», за который в чемпионате Казахстана провёл 8 матчей, в которых пропустил 9 мячей. В 2001 году вновь был заявлен за «Тараз», однако участия в матчах не принимал. Профессиональную карьеру завершал в «Ангуште».

### Тренерская
В начале 2005 года был назначен тренером вратарей «Ангушта». В 2011 году вновь стал тренером вратарей клуба.